# Le Sphinx d'or
Le Sphinx d’or est le deuxième album de la série de bande dessinée Alix, écrite et dessinée par Jacques Martin. Il a été publié en 1956 aux Éditions du Lombard.

## Synopsis
Alors qu'il se trouve entre l'armée romaine et Vercingétorix, assiégé à Alésia en 52 av. J.-C., Alix est envoyé en mission par le général César en Égypte pour enquêter sur un mystérieux groupe d'opposants. Arrivé à Alexandrie, il rencontre le jeune Enak, et, avec l'aide du chef des archers royaux Sénoris, il se rend au temple d'Efaoud afin de déjouer les plans de l'homme qui se fait appeler « Sphinx ».

## Déroulement
Tandis que Vercingétorix est assiégé à Alésia, un débat a lieu dans un village voisin entre le chef Aldéric et le druide Ansila pour décider s'il faut laisser le chef des Gaulois se battre seul ou lui prêter main-forte. Afin de statuer, ils décident de faire un sacrifice humain et de sacrifier le neveu de leur ancien chef disparu Astorix. Alix, fils d'Astorix, qui faisait route vers ce même village arrive in-extremis pour empêcher le massacre de son cousin et se revendique comme leur chef légitime de par sa naissance. Pendant ce temps, les romains encerclent Alésia. Alix décide d'envoyer 3 émissaires de son village à César pour lui demander l'autorisation de ravitailler pacifiquement la ville. Bien évidemment ce dernier refuse et attaque l'armée gauloise de secours, venue aider Vercingétorix, tandis qu'Alix, trahi par Aldéric et Ansila est capturé par l'armée romaine. César confie alors au jeune homme la mission de se rendre en Égypte pour déjouer un complot qui menace la république, et dont le chef, qui se fait appeler « le Sphinx d'or », se cacherait dans un temple du nom d'Efaoud.
À peine débarqué à Alexandrie, Alix est pris en chasse par les hommes de Karan, mais parvient à s'échapper grâce à un jeune Égyptien, Enak, rencontré par hasard alors qu'il se cachait dans un temple. La nuit suivante, il s'introduit dans la demeure de Karan et réussit à s'emparer de documents lui permettant de le guider jusqu'au temple d'Efaoud. Après avoir été retardé par un attentat dans la maison dans laquelle il devait être hébergé, Alix, épaulé par Sénoris, chef des archers royaux d'Alexandrie, assaille la villa de Karan dans l'espoir de le capturer et d'en apprendre davantage sur le sphinx d'or. Mais celui-ci finit par s'échapper et Alix doit partir seul dans le désert à la recherche du temple. À cheval, il remonte le long du Nil jusqu'aux cataractes puis se met à explorer les vallées désertiques vers l'est lorsqu'il tombe aux abords de l'immense forteresse d'Efaoud, un bâtiment aux dimensions gigantesques, dans lequel règne une intense activité.
Alors qu'il évaluait les moyens de pénétrer dans ce sanctuaire, il se retrouve nez à nez avec Karan et une poignée de gardes qui le font prisonnier. Il est alors introduit dans les couloirs du temple et mené au chef des lieux qui demande à le voir : le Sphinx. Celui-ci porte un masque d'or protégeant son anonymat, et propose à Alix de devenir son esclave s'il veut échapper à la mort, puis lui révèle ses desseins : conquérir l'Égypte, la Grèce, et Rome. Un peu plus tard, Alix est mené par Karan dans une salle de torture où il retrouve Enak, prisonnier, et sur le point de se faire dévorer par des rats. En échange de la vie du jeune Égyptien, il accepte de devenir l'esclave du Sphinx d'or. Ce dernier lui fait alors visiter le temple et lui explique les activités des chercheurs et des travailleurs qui extraient du minerai dans le but de fabriquer de l'explosif. Plus tard, grâce à un espion de Pompée infiltré au sein du temple, Alix déjoue le piège du Sphinx visant à s'assurer de sa loyauté et pend une corde à une fenêtre pour permettre à l'armée de Sénoris, postée en embuscade, de pénétrer dans la forteresse, puis de porter un siège. Une terrible bataille s'engage et le Sphinx se réfugie dans la pyramide du temple accompagné de Karan et d'Enak. Acculés par les hommes de Sénoris, ils rejoignent la salle des trésors par le biais de passages secrets, mais sur leurs talons Alix parvient à retrouver Enak, tandis que Karan se fait tuer pour protéger son maître.
Alors qu'il le poursuit à cheval, Alix reconnait son ennemi Grec Arbacès sous les traits du Sphinx dont le masque est tombé dans ces péripéties, mais il faillit à le rattraper. Il comprend ainsi que Pompée avait chargé Arbacès, son agent, de fabriquer à Efaoud une grande quantité de poudre, qui lui aurait donné le pouvoir pour vaincre César et dominer le monde. Mais le Grec aurait voulu le doubler pour ses propres intérêts et se faire passer pour un demi-Dieu. Inquiet, Pompée avait dû envoyer son propre espion pour le surveiller et ainsi sauver la mise à Alix. Ce dernier s'en retourne ensuite à Alexandrie tandis que Sénoris fait sauter ce qui restait d'Efaoud.

## Personnages

### Alliés
Romains
- Alix Graccus : fils d'Astorix (chef gaulois), ami de César
- Jules César : général de l'armée romaine, consul de Rome
- Fabius : centurion de l'armée romaine (commandant de la légion "Alouette")
- Titus Labiénus : légat de l'armée romaine, adjoint de César
- Romula : dignitaire romain à Alexandrie †

Gaulois
- Vercingétorix : chef gaulois, encerclé par les armées de César à Alésia
- Vanic : cousin d'Alix

Égyptiens
- Enak : jeune enfant, compagnon d'Alix
- Sénoris : chef des archers royaux d'Alexandrie ; il réapparaîtra dans Ô Alexandrie

Phéniciens
- Josah : marchand phénicien, protecteur d'Enak

### Adversaires
Grecs
- Le Sphinx : chef de la machination, porte un masque d'or pour se faire passer pour un prince Égyptien, et qui n'est autre qu'Arbacès, l'ennemi juré d'Alix.

Gaulois
- Aldéric : chef du village †
- Ansila : druide du village †

Égyptiens
- Ammon : courtisan d'Alexandrie

Phéniciens
- Karan : chef des brigands, fabricant de poudre à canon †

Chinois
- Yen-Si : savant chinois †

## Influences de l'auteur
La scène où Karan requiert l'aide du courtisan Ammon sur une terrasse du palais royal, est probablement inspirée par un tableau du peintre orientaliste Jean-Jules-Antoine Lecomte du Nouÿ, Les Porteurs de mauvaises nouvelles.

## Éditions
Le Sphinx d’or a été pré-publié dans Le Journal de Tintin édition belge, du no 48 du 01-12-1949 au no 5 du 31-01-1951, soit 62 planches.
- Éditions du Lombard, 1956
- Casterman, 1971